# Augusto Carlos de Amorim Garcia
Augusto Carlos de Amorim Garcia (21 de fevereiro de 1837 — 21 de agosto de 1899) foi magistrado e político brasileiro. Foi procurador-geral do Estado de Pernambuco de 1898 até sua morte.

## Biografia
Nasceu em Fortaleza, Ceará, filho de José Gervásio de Amorim Garcia, antigo inspetor da Alfândega do Ceará, e de Rita Antunes de Amorim Garcia. Tinha quinze irmãos, entre os quais Antônio, José Alexandre e Rita de Amorim Garcia, casada com Francisco Amintas da Costa Barros.
Ainda muito jovem, mudou-se com sua família para Pernambuco, onde, em 1862, recebeu o grau de bacharel em ciências sociais e jurídicas pela Faculdade de Direito de Recife.
Fixando residência no Rio Grande do Norte, ali casou-se e exerceu cargos públicos diversos, como os de promotor, juiz municipal, diretor-geral da Instrução Pública e deputado à Assembleia Legislativa.
Deixou a vida pública por algum tempo para se dedicar à agricultura, até que, em 1887, foi nomeado juiz de direito da comarca de Bananeiras, sendo removido posteriormente, em 1890, para a de Pedras de Fogo, ambas na Paraíba. Com o advento da república, foi colocado em disponibilidade, elegendo-se em seguida deputado à Assembleia Constituinte daquele estado.
Em 1891, foi nomeado desembargador da relação do mesmo estado, até que anulada ali a organização judiciária, transportou-se para Recife, onde pouco tempo depois exerceu o cargo de diretor-geral de Estatística.
Em 1898, foi designado para o cargo de substituto do procurador-geral do Estado de Pernambuco, e exerceu-o até falecer, a 21 de agosto de 1899. De seu consórcio com Maria Augusta de Amorim Garcia, nasceu o historiador Rodolfo Garcia.